# Kwintus Petyliusz Cerialis
Quintus Petilius Cerialis Caesius Rufus (ur. ~30, zm. ~83) – rzymski dowódca i namiestnik, który służył w Brytanii podczas powstania Boudiki i uczestniczył w wojnie domowej po śmierci cesarza Nerona. Później stłumił on powstanie Civilisa i wrócił do Brytanii jako namiestnik.
Jego imię sugeruje, że jest on adoptowanym synem z rodziny Caesius do Petyliuszy. Jego młodszy brat nazywał się Caesius Nasica.

## Życiorys

### Powstanie Boudiki
Jego pierwsze ważne zadanie miało miejsce, kiedy służył jako legat rzymskiego legionu Legio IX Hispana w prowincji Brytania, pod dowództwem Swetoniusza Paulinusa. Wziął udział w obaleniu rebelii lat 60–61 prowadzonej przez królową Icenów, Boudikę. Jego legion doznał dotkliwej porażki podczas próby odbicia Camulodunum, które zostało zniszczone przez Brytów. Dziewiąty Legion Cerialisa został prawie zupełnie rozbity podczas bitwy o Camulodonum. Oblężenie zakończyło się porażką rzymskich wojsk, które zostały zaatakowane przez pełne siły brytyjskich plemion. Rzymianie zostali dosłownie przytłoczeni przez przeważające liczebnie siły wroga. Cała kawaleria, w tym ta dowodzona przez Cerialisa musiała uciekał do pobliskiego fortu. Siły nie brały udziału w następnych walkach, dołączyły dopiero do Swetoniusza Paulinusa po jego zwycięstwie.

### Rok czterech cesarzy
Jako krewny Wespazjana, Cerialus został zakładnikiem Witeliusza w 69 roku, podczas wojny domowej zwanej rokiem czterech cesarzy. Cerialisowi udało się uciec w przebraniu wieśniaka i dołączyć do armii Flawiusza. W armii Wespazjana został jednym z dowódców kawalerii, która brała udział w zdobyciu Rzymu. Jego zadaniem było wejście do Rzymu przez terytorium Sabian wzdłuż Via Salaria.

### Powstanie Cywilisa
Ten sukces oraz zaufanie jego szwagra dało Cerialisowi dowództwo nad Legio XIV Gemina, który stacjonował w trudnej do utrzymania prowincji Germania Inferior. Na ziemiach tych w 69 roku wybuchło powstanie Batawów, germańskiego plemienia, które miało na celu obalenie rzymskiej władzy wykorzystując chaos jaki zapanował w państwie rzymskim podczas wojny domowej między Witeliuszem a Wespazjanem. Na czele powstańczej armii stanął Juliusz Cywilis, wyszkolony w rzymskich oddziałach pomocniczych (auxilla). Armia buntowników odniosła duże sukcesy m.in. pokonała dwa rzymskie legiony w walkach niedaleko miasta Xanten. Cywilis rozbił także siły rzymskie wysłane w celu stłumienia powstanie pod wodzą Marka Flakkusa. Obserwując przebieg wypadków, wkrótce do walki dołączyli także Galowie. 
Sytuacja w Galii stała się krytyczna. Pokonani żołnierze rzymscy składali broń przysięgając „wierność Galii”. Prawie wszystkie obozy rzymskie zostały zdobyte przez powstańców. W 70 roku, po ustabilizowaniu sytuacji w Rzymie, nowy cesarz Wespazjan zwrócił uwagę ku północy. Jego wierny zastępca, Mucianus wysłał do Galii Kwintusa Petyliusza Cerialisa z armią w sile czterech legionów. Wódz ten w pierwszej kolejności spacyfikował kraj Trewerów, zdołał zdobyć stopniowo najważniejsza miasta Galli takie jak Colonia Augusta Treverorum, Colonia Agrippinensis czy Vetera. Wkrótce zdołał też zająć ziemie Batawów, które długo się broniło wykorzystując bagnistość swojego terenu. Dalsze losy Cerialisa w tej kampanii nie są do końca znane. Prawdopodobnie opuścił kraj Batawów i udał się za Ren.  
Cerialis został odznaczony honorami przez samego cesarza Wespazjana za swoje zwycięstwa w Galli.

## Późniejsza kariera
W roku 71, Cerialis został namiestnikiem Brytanii, prowadząc do tej prowincji ze sobą Legio II Adiutrix. Siły te stanowiły wsparcie dla Juliusza Agrykoli, dowódcy Legio XX Valeria Victrix.
Jako namiestnik, Cerialis prowadził kampanię przeciwko Brygantom w północnej Anglii. W 74 Cerialis opuścił Brytanię i wrócił do Rzymu jako konsul. W 83 roku został on nominowany na stanowisko konsula po raz drugi jako partner cesarza Domicjana.
Według wydanej w 1911 roku Encyclopædia Britannica, Cerialis był bardziej odważnym żołnierzem, niźli troskliwym dowódcą, a także preferował samodzielne podejmowanie decyzji. Posiadał on naturalny dar przemawiania w taki sposób, aby dotrzeć do swoich żołnierzy. Był lojalny wobec swoich przełożonych oraz niewzruszony.